# Psaphodesmus dodinga
Psaphodesmus dodinga är en mångfotingart som beskrevs av Cook 1896. Psaphodesmus dodinga ingår i släktet Psaphodesmus och familjen Platyrhacidae. Inga underarter finns listade i Catalogue of Life.